# Canabinol
O canabinol (CBN) é um canabinoide não psicoativo encontrado nas plantas Cannabis sativa e Cannabis indica. É um produto oxidante do tetra-hidrocanabinol (THC). Ela liga para ambos os receptores CB1 e CB2, mas com uma menor afinidade do que o THC.